# Лашманское сельское поселение (Татарстан)
Лашманское се́льское поселе́ние — муниципальное образование в Черемшанском районе Татарстана Российской Федерации.
Административный центр — село Лашманка.

## История
Статус и границы сельского поселения установлены Законом Республики Татарстан от 31 января 2005 года № 45-ЗРТ «Об установлении границ территорий и статусе муниципального образования "Черемшанский муниципальный район" и муниципальных образований в его составе».

## Население
| 2010  | 2011  | 2012  | 2013  | 2014  | 2015  | 2016  |
| ----- | ----- | ----- | ----- | ----- | ----- | ----- |
| 1664  | ↘1661 | →1661 | ↘1631 | ↘1630 | ↘1628 | ↗1638 |
| 2017  | 2018  |       |       |       |       |       |
| ↘1613 | ↘1596 |       |       |       |       |       |

## Состав сельского поселения
| № | Населённый пункт | Тип населённого пункта       | Население |
| - | ---------------- | ---------------------------- | --------- |
| 1 | Амирово          | село                         |           |
| 2 | Лашманка         | село, административный центр |           |